# هراچ یاگان
هراچ یاگان (ارمنی: Հրաչ Յագան؛ زادهٔ ۳ ژانویهٔ ۱۹۸۹) بازیکن فوتبال در پست هافبک اهل ارمنستان است.

## باشگاهی
از باشگاه‌هایی که در آن بازی کرده‌است می‌توان به باشگاه فوتبال استاندارد لیژ، باشگاه فوتبال گاندزاسار کاپان، باشگاه فوتبال سروت ۱۸۹۰، و باشگاه فوتبال رویال شارلوا اشاره کرد.

## تیم ملی
وی همچنین در تیم‌های ملی فوتبال زیر ۲۱ سال ارمنستان و تیم ملی فوتبال ارمنستان بازی کرده‌است. یاگان نخستین بازی ملی خود را که یک بازی دوستانه بود در تاریخ ۱۲ اوت ۲۰۰۹ در ایروان در مقابل مولداوی انجام داده‌است.